# Dobretići
Dobretići (v srbské cyrilici Добретићи) jsou obec ve Středobosenském kantonu Bosny a Hercegoviny, centrum samosprávné općiny stejného názvu. Obec se nachází v odlehlé krajině v pohoří Ranča, mezi městy Travnik a Mrkonjić Grad, stranou hlavních dopravních tahů.
Obec Dobretići, která má pouhých 336 obyvatel, vznikla po roce 1995 po vyčlenění čtyř menších vesnic z původní opštiny Skender Vakuf (Kneževo), která se nyní nachází na území Republiky srbské. Obyvatelstvo Dobretićů je především chorvatské národnosti. V obci se nachází kostel sv. Antonína z Padovy, který byl vybudován v 70. letech 20. století. Současná budova radnice (chorvatsky Župni ured) byla postavena v 80. letech 20. století.